# Lebensbilder. Jüdische Erinnerungen und Zeugnisse
Lebensbilder. Jüdische Erinnerungen und Zeugnisse ist eine deutschsprachige Buchreihe mit jüdischen Erinnerungen und Zeugnissen, die seit 1991 im Fischer-Taschenbuch-Verlag in Frankfurt am Main erscheint.
Die Reihe ist eine Subreihe zur Schwarzen Reihe (Die Zeit des Nationalsozialismus), herausgegeben von Wolfgang Benz, der bis 2011 Leiter des Zentrums für Antisemitismusforschung in Berlin war. In ihr werden Berichte von Überlebenden des Holocaust veröffentlicht.
Die Bände erschienen teils ohne Zählung. Der 1. Band von Erich Leyens und Lotte Andor trägt den Titel Die fremden Jahre: Erinnerungen an Deutschland. Der 26. Band Aus dem Ghetto in die Wälder: Bericht eines jüdischen Partisanen 1939–1945 von Moshe Beirach (1918–2004 (?)) erschien 2009. Die folgende Übersicht erhebt keinen Anspruch auf Aktualität oder Vollständigkeit.

## Bände (Auswahl)
- Aus dem Ghetto in die Wälder. Bairakh, Mosheh. 2009
- Die Straße nach Lemberg. Yones, Eliyahu. 1999
- Jüdisches Glück. Umanskij, Semjon. 1998
- Das andere Leben. Ganor, Solly. 1997
- Der Kronprinz von Mandelstein. Bergh, Siegfried van den. 1996
- Flucht in die Welt. Goldmann, Robert. 1996
- Jeder Tag war Jom Kippur. Yesner, Renata. 1995
- Zählappell. Szücs, Ladislaus. 1995
- Die fremden Jahre. 1994
- Verschlungene Wege. Rothschild, Recha. 1994
- Im Labyrinth der Paragraphen. Schmid, Armin. 1993
- Vor der Deportation. Feiner, Hertha. 1993
- Die Falle mit dem grünen Zaun. Glazar, Richard. 1992
- Eine Reise zurück. Tāmîr, Arnôn. 1992
- Scheindl und Salomea. Genin, Salomea. 1992
- Jüdisches Leben auf dem Lande. Lucas, Eric. 1991
- Die fremden Jahre: Erinnerungen an Deutschland. Erich Leyens; Lotte Andor 1991
- Verweigerte Rückkehr. Frankenthal, Hans. 1999
- Eine Reise zurück. Tamir, Arnon. 1992.